# アヌエルAA
Anuel AA（アヌエルAA、1992年-　）として専門的に知られているエマニュエル・ガスメイ・サンティアゴ（Emmanuel Gazmey Santiago）は、プエルトリコ人のラッパーであり歌手であり、 ラテンのトラップ運動の先駆者。ニューアーティストオブザイヤー2019 Billboard Latin Music Awardを受賞。

## 若いころ
アヌエルAAはプエルトリコのカロライナで生まれ、カロリーナのカトリック学校学校コレヒオマリアアウキシリアドラで学び、10代前半から音楽業界に関心を示し、2009年にMaybach Music Groupとレコード契約を結びました。 

## キャリア
2009年にレーベルMMGと契約し、2011年にデビューシングル”Demonina”を発表。2011年に彼の最初の歌「デモニア」をリリース。 これに続いて、 ジョリー・ボーイ 、マガジーン、 De La Ghetto、 Arcangel 、 Ozunaとのいくつかのコラボレーションが行われた。曲はストリートライフ、暴力、セックスやドラッグ問題を題材にしたものが多い。"Real Hasta la Muerte" や"Real Until Death"が広く知られている。 
アヌエルは、 ブライアント・マイヤーズ 、Almighty、アノニマスと並んでヒットした「エスクラバ」に続いて有名になり、最初のシングルヒット「Sola」フィーチャーしたリミックスが続いたダディー・ヤンキー 、Wisin 、 Farruko 、そしてZion y Lennoxらに非常に好評だった。  
音楽テーマは、ストリートライフ、暴力、セックス、麻薬などの問題に関連し、彼の歌で最も人気のあるキャッチフレーズの1つは、「Real Hasta la Muerte」または「Real until Death」である。 2018年7月17日に刑務所から釈放された後、Anuelは12曲を含むReal Hasta la Muerteというタイトルの彼の最初のフルレングスアルバムをリリースし、24時間以内に<i id="mwJQ">ビルボード</i>トップラテンアルバムチャートでナンバーワンになる。 
2018年8月、彼はニューヨークのラッパー6ix9ineで 「 Bebe 」という曲をリリース。 2019年、彼は彼のReal Hasta la Muerte 、14都市ツアー敢行。    
2018年7月17日、彼が受刑中ににリリースされたファーストアルバムは同日ビルボードトップラテンアルバムにチャートインした。
2018年8月、6ix9ineとコラボした楽曲”Bebeを発表。
2019に14都市でコンサートツアーを行った。
同年9月NBAのテレビゲームとしてミーク・ミルとファボラスとフィーチャリングした"Uptown Vibes" がリリースされた。2019年9月、Anuelとファボラス "アップタウンバイブス"を含むミークミルトラックは、バスケットボールビデオゲームNBA 2K20のサウンドトラックになりました。
2019年にビルボードでラテンアメリカ音楽新人賞を受賞。

## 逮捕
2016年4月3日に盗難された1丁を含む銃3丁、弾倉9個、弾丸152個の不法所持により逮捕される。 
プエルトリコのグエルナボにある Metropolitan Detention Centerに収監される。
彼の逮捕により、リリースを望むファンから #FreeAnuelがSNS上で拡散。電話越しにレコーディングすることを許され、ニッキー・ジャムなど様々なアーティストとのコラボを実現する。
公判では、彼の楽曲は必ずしも本当の彼を表現していないと述べたが、裁判長は彼の楽曲を聞いたことがなかった。
2018年3月に連邦刑務所からフロリダ州刑務所へ移送された。収監中、ラジオから聞こえてくるストリートのニュースを聞き、楽曲のインスピレーションを得ていたとビルボードへの取材で答えている。銃所持罪で連邦刑務所で30ヶ月間の司法取引に署名した。 

## 私生活
Pabloという息子がいる。かつて結婚していたが離婚している。 
私生活では同じ歌手のKarol Gとの交際を認めている。 

## ディスコグラフィー

### ソロスタジオアルバム
- Real Hasta La Muerte （2018）
- Emmanuel (2020)
- Las Leyendas Nunca Mueren (2021)
- LLNM2 (2022)

### コラボレーションアルバム
- Los Dioses (Ozunaとのコラボレーション, 2021)

### シングル
- Keii (2019.2.7リリース）

## 参照資料
1. ↑  Leight (2017年11月7日). “Inside Latin Trap, the Viral Sound Too Hot for American Radio”. 2019年4月10日閲覧。
2. ↑  Leight (2018年9月12日). “How Puerto Rican Producer Tainy Became an Architect of Modern Reggaeton”. 2019年6月11日閲覧。
3. ↑  https://www.anuelaa.com/
4. ↑  “Anuel AA: El cantante de trap salió de la cárcel tras cumplir 30 meses de condena [Anuel AA: The trap singer was released from prison after serving 30 months of sentence]” (Spanish). El Heraldo. (2018年5月15日) 2018年12月29日閲覧。
5. ↑  “Ivy Queen Responds After Anuel AA Questions Her Title as the Queen of Reggaeton”. Remezcla (2019年4月8日). 2019年4月27日閲覧。